# Campeonato de España de Ciclismo en Ruta 1978
El LXXVII Campeonato de España de Ciclismo en Ruta se disputó en Caboalles de Abajo (León) el 25 de junio de 1978 sobre 211 kilómetros de recorrido. Participaron 62 corredores.
El ganador Enrique Martínez Heredia, que se impuso al sprint al resto de participantes. El podio fue completado por Luis Alberto Ordiales y  Antonio Menéndez.

## Clasificación final
| Pos. | Ciclista                 | Equipo               | Tiempo    |
| ---- | ------------------------ | -------------------- | --------- |
| 1.   | Enrique Martínez Heredia | Kas                  | 5h 50'02" |
| 2.   | Luis Alberto Ordiales    | Transmallorca-Flavia | m.t.      |
| 3.   | Antonio Menéndez         | Teka                 | -         |
| 4.   | Anastasio Greciano       | Novostil-Helios      | m.t.      |
| 5.   | Pedro Torres             | Teka                 | m.t.      |
| 6.   | Miguel Mari Lasa         | Teka                 | m.t.      |
| 7.   | Juan Pujol               | Kas                  | m.t.      |
| 8.   | Fernando Manzaneque      | Novostil-Helios      | m.t.      |
| 9.   | Bernardo Alfonsel        | Teka                 | m.t.      |
| 10.  | Antonio Abad             | Novostil-Helios      | m.t.      |